# Tzácio II

Reino de Lázica

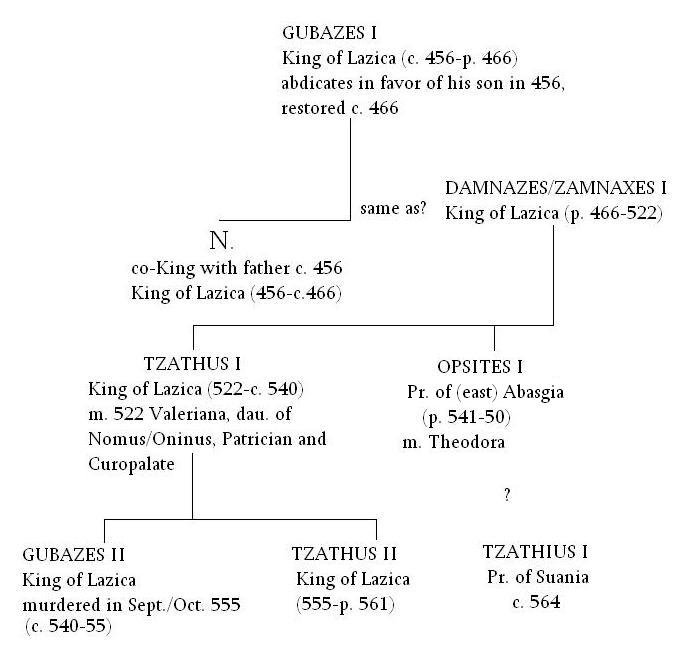
Tentativa de Cyril Toumanoff de reconstruir a árvore genealógica dos reis de Lázica

Tzácio II (em georgiano: წათე; em grego: Τζάθιος) ou Tzates II foi rei de Lázica, como um cliente bizantino, de 556 até data desconhecida. Era um irmão mais novo de Gubazes II, que foi assassinado por Martinho, Rústico e João em setembro/outono de 555. Neste tempo, Tzácio residia na capital imperial de Constantinopla e os lazes enviaram uma delegação ao imperador Justiniano (r. 527–565) solicitando justiça aos assassinos do rei e sua confirmação como o novo rei deles (os governantes lazes, como reis clientes, tinham a ascensão deles confirmada pelo imperador, que concedia-lhes suas regalias).
Tzácio chegou em Lázica na primavera de 556, acompanhado pelo mestre dos soldados (magister militum) Soterico, e foi recebido em uma cerimônia de boas vindas elaboradamente ensaiada. Nada mais se sabe sobre ele. Ele foi o último governante conhecido da dinastia reinante de Lázica. Após o tratado bizantino-sassânida de 561/562, que terminou a Guerra Lázica (541–562), Lázica gradualmente desapareceu das fontes.